# Perissocytheridea rugata
Perissocytheridea rugata är en kräftdjursart som beskrevs av Joseph Swain 1955. Perissocytheridea rugata ingår i släktet Perissocytheridea och familjen Cytheridae. Inga underarter finns listade i Catalogue of Life.